# Gouzou

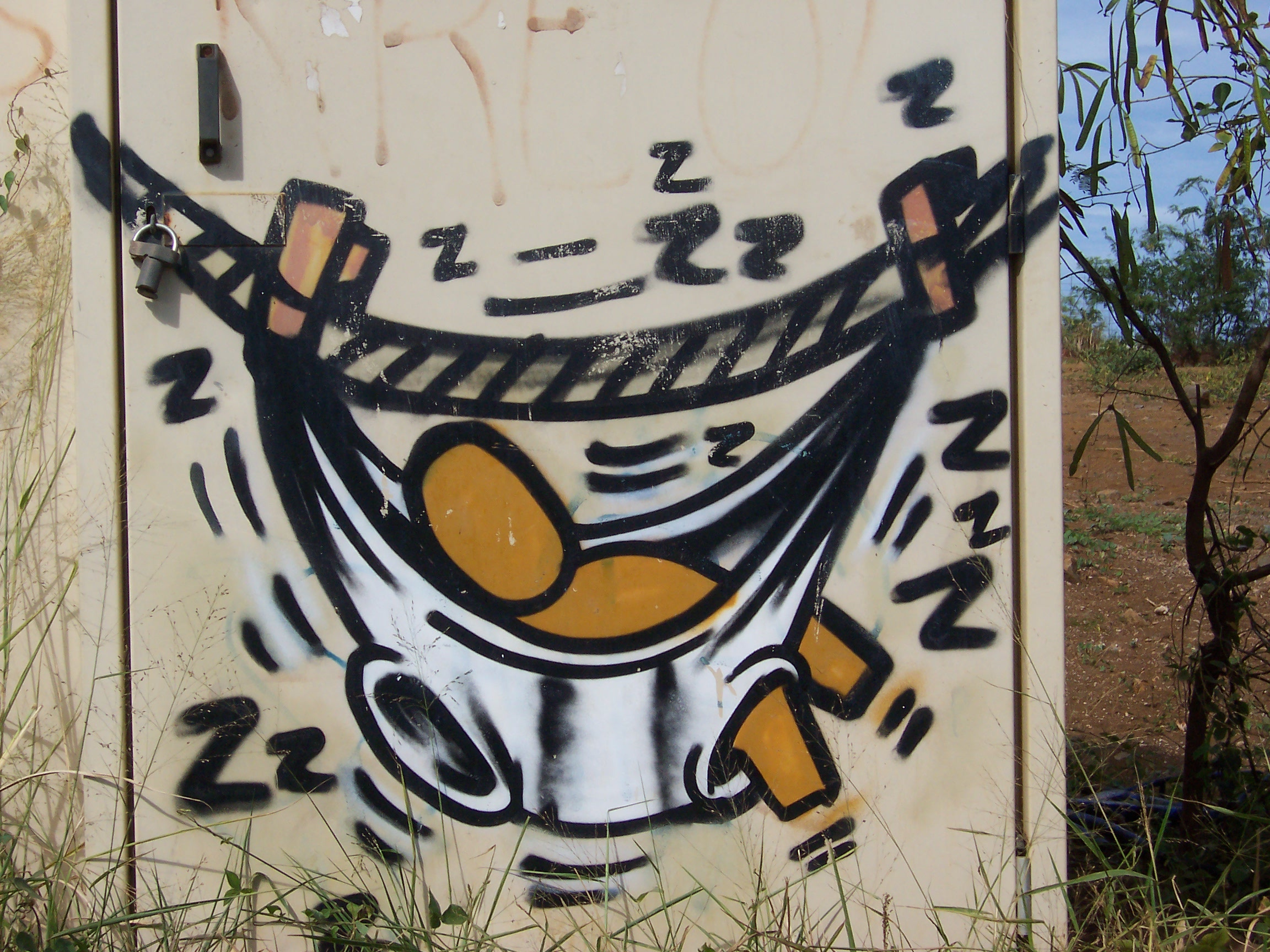
Un gouzou à l'île de La Réunion.

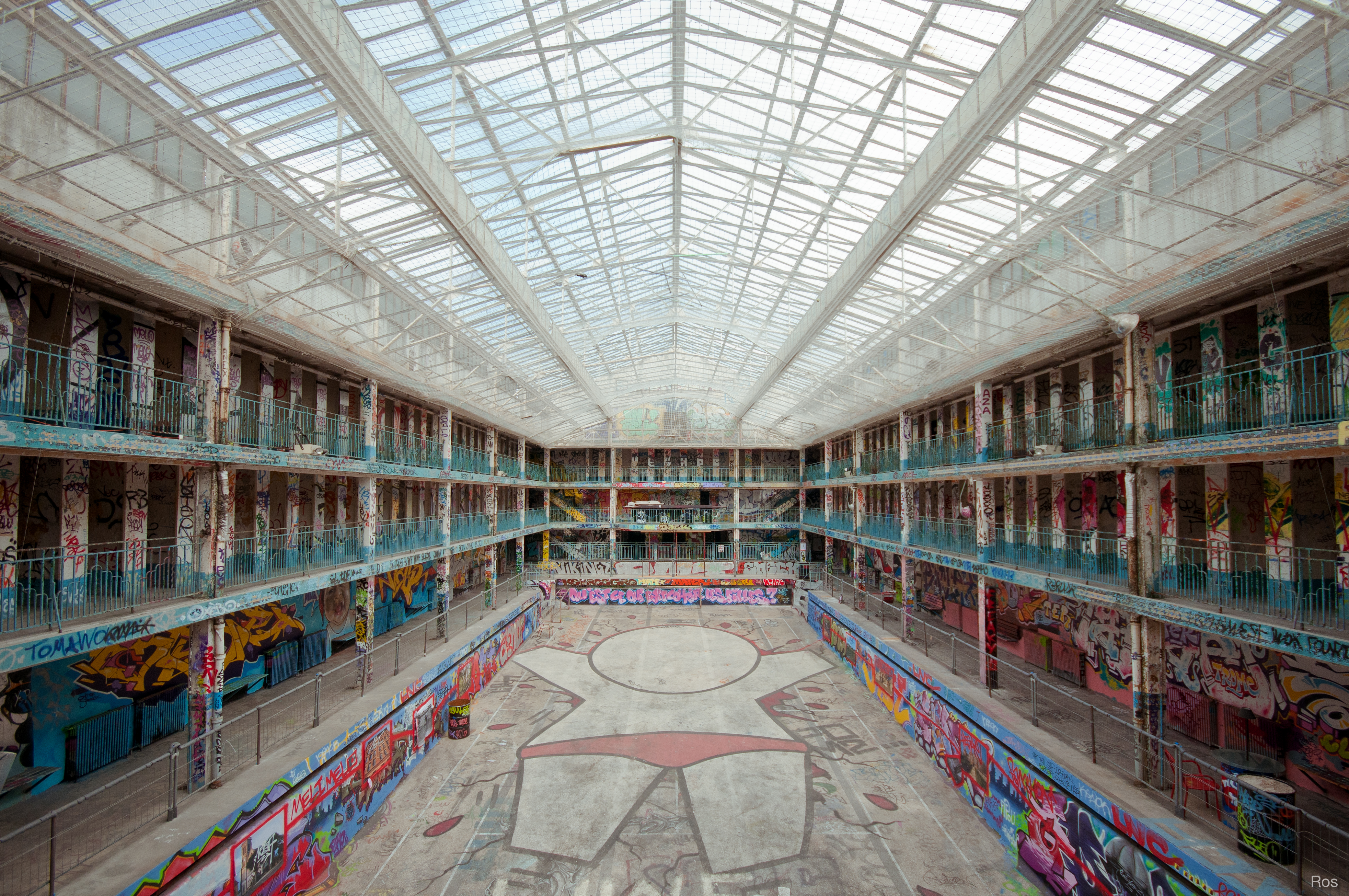
Un gouzou dans le fond de la piscine Molitor, à Paris.

Les gouzous sont de petits personnages anthropomorphes surgissant fréquemment sous la forme de collages ou plus souvent de graffitis dans l'espace urbain réunionnais, mais aussi dans d'autres pays.
L'auteur est le graffeur Jace, qui a créé ce personnage en 1992.
Les Gouzous sont situés principalement au Havre et à l'île de La Réunion.